# Aleksander Żabczyński (generał)
Aleksander Daniel Eugeniusz Żabczyński (ur. 22 lipca 1866 w Sankt-Petersburgu, zm. 26 maja 1934 w Warszawie) – generał dywizji Wojska Polskiego.

## Życiorys
Syn Aleksandra i Aliny z Müllerów. Absolwent warszawskiej Szkoły Realnej i warszawskiej Szkoły Junkrów Piechoty. W armii carskiej od 2 sierpnia 1883. Służył w Lejb-Gwardyjskim Sankt-Petersburskim Pułku (pierwotnie pułk nosił nazwę Sankt-Petersburskiego Pułku Grenadierskiego im. cesarza Fryderyka Wilhelma II). Trzynastokrotnie zdobywał I, II, bądź III Nagrodę Cesarską. Podporucznik od 1 września 1885. Porucznik od 1 września 1889. Sztabs-kapitan i dowódca kompanii od 5 kwietnia 1898. Kapitan od 6 maja 1900. Od 9 sierpnia ze starszeństwem od 6 grudnia 1908 w stopniu pułkownika. Odznaczony orderami św. Stanisława 3 kl. (1901) i 2 kl. (1910) oraz św. Anny 3 kl. (1907) i 2 kl. (1913). Od 9 marca 1916 dowódca 461. Zubcowskiego Pułku Piechoty. Od 1918 roku służył w I Korpusie Polskim w Rosji.
25 czerwca 1919 roku został mianowany zastępcą dowódcy Okręgu Generalnego „Warszawa” i zatwierdzony na tym stanowisku od dnia 1 kwietnia 1919 roku. 1 maja 1920 roku został zatwierdzony z dniem 1 kwietnia 1920 roku w stopniu generała podporucznika, w grupie oficerów byłych Korpusów wschodnich i byłej armii rosyjskiej. Od sierpnia 1920 roku na stanowisku zastępcy Wojskowego Gubernatora Warszawy, jego zadaniem było też zorganizowanie i zabezpieczanie przepraw przez Wisłę w rejonie Jabłonny, Warszawy i Góry Kalwarii. 14 października 1920 roku został zwolniony ze stanowiska zastępcy dowódcy Okręgu Generalnego „Warszawa”. Później zasiadał w Oficerskim Trybunale Orzekającym. Od 1 czerwca 1921 roku jego oddziałem macierzystym był Oddział V Sztabu Generalnego Ministerstwa Spraw Wojskowych. Z dniem 1 czerwca 1922 roku został przeniesiony w stały stan spoczynku z prawem noszenia munduru w stopniu generała porucznika. 26 października 1923 roku Prezydent RP Stanisław Wojciechowski zatwierdził go w stopniu generała dywizji.
Po przejściu w stan spoczynku mieszkał w Warszawie, gdzie zmarł. Żonaty z Zofią z Ostrowskich, miał syna Aleksandra (znanego aktora) oraz córki: Zofię, żonę podpułkownika Wilhelma Hörla i Alinę zmarłą w 1934 roku. Gen. Żabczyński był przyrodnim bratem gen. Daniela Konarzewskiego, bliskiego współpracownika Józefa Piłsudskiego.